# Georg Bartsch
Georg Maximilian Bartsch (* 24. Januar 1864 in Striegau, Landkreis Striegau, Provinz Schlesien; † 9. April 1901 bei Peking) war ein deutscher Offizier und Kolonialoffizier, der während des Boxeraufstands ermordet wurde.

## Leben
Bartsch absolvierte eine Realschule und trat am 1. Mai 1884 als Fahnenjunker in das 2. Oberrheinische Infanterie-Regiment Nr. 99 der Preußischen Armee ein. Am 11. Dezember 1884 erreichte er den Rang eines Fähnrichs und wurde am 16. September 1885 zum Leutnant befördert. Ab dem 22. März 1891 wirkte er bis zum 17. Dezember 1892 als Erzieher am Kadettenhaus in Wahlstatt. Am 14. September 1893 erreichte ihn die Beförderung zum Oberleutnant in seinem ursprünglichen Infanterie-Regiment. Am 2. Januar 1895 schied er aus dem Heer aus und wurde zum 7. Januar 1895 als Premier-Leutnant a. D. der Schutztruppe für Kamerun zugeteilt.
Im September 1895 wurde er Stationsleiter in Jaunde, der heutigen Hauptstadt von Kamerun, und war dort Nachfolger des erfahrenen und angesehenen, aber erkrankten Hans Dominik. Bartsch hatte, wie der Gouverneur von Kamerun Jesko von Puttkamer 1912 berichtete, keine Erfahrungen über die Verhältnisse im Lande. Wie schon bereits vor seiner Berufung als Stationschef kam es zu kriegerischen Auseinandersetzung in dessen Folge Bartsch sich zu Strafmaßnahmen entschied, welche aber zu erheblichen Verlusten bei den von Bartsch befehligten Truppen führten. In den Kämpfen wurde Bartsch Anfang 1896 mit anderen verwundet und kam verletzt nach Lolodorf. Bei seinem Weg nach Lolodorf ließ er, weil sie Unterkunftsstätten für die Besatzer waren und z. T. aus Zeitmangel, die erstürmten Dörfer nicht niederbrennen. Bartsch konnte sich wieder erholen und nahm Ende Januar 1896 mit dem Stellvertretenden Kommandeur der Schutztruppe, Hauptmann Oltwig von Kamptz, an einer weiteren Strafexpedition teil. Anfang Februar 1896 erkrankte er an Dysenterie und fiel aus. Anfang 1896 hatte auch Dominik in Deutschland über kriegerische Auseinandersetzungen erfahren und er war zurück nach Afrika geschickt worden, wo er Mitte März 1896 ankam. Die Lage in der Region entspannte sich anschließend.
Am 17. Dezember 1896 nahm Bartsch auf sein Gesuch hin seinen Abschied von der Schutztruppe und trat am 27. Januar 1897 wieder in die Preußische Armee, genauer gesagt das Infanterie-Regiment „Kaiser Wilhelm“ (2. Großherzoglich Hessisches) Nr. 116 in Gießen, ein.
Nach Ausbruch des Boxeraufstandes wirkte Bartsch als Hauptmann in der 8. Kompanie des 2. Ostasiatischen Infanterie-Regiments und wurde durch einen Schuss in den Rücken ermordet, nachdem er vom Sommerquartier seiner Kompanie alleine nach Peking ritt. Seine Leiche wurde zufällig von einem Unteroffizier entdeckt. Der Mörder, ein Chinese, wurde auch zufällig gefasst und anschließend hingerichtet. Bartschs Leiche wurde nach Deutschland zurückgeführt und an der Stelle seines Todes wurde ein Denkmal errichtet.